# خوان مانریکه
خوان مانریکه (انگلیسی: Juan Manrique؛ زادهٔ ۲۶ اوت ۱۹۶۷) بازیکن بیسبال اهل کوبا بود.